# Bastardized Recordings
Bastardized Recordings ist eine Plattenfirma mit Sitz in Selters im Westerwald. Geschäftsführer ist Marco Andree. Das Label hat sich auf die extreme Spielweise des Hardcore-Punk, wie etwa dem Metal- oder auch dem Deathcore, sowie auf Grindcore-Bands spezialisiert.
So veröffentlichten bereits national bekannte Gruppen wie Insanity, Bloodattack, Six Reasons to Kill, The Blackout Argument, Neaera, Japanische Kampfhörspiele und Fuck Your Shadow From Behind ihre Platten. Allerdings standen auch internationale Szenegrößen bei Bastardized Recordings unter Vertrag. Darunter waren Bands wie Dew-Scented, Darkest Hour, God Forbid, Awaken Demons, Arsonists Get All the Girls und Converge.

## Bands

### Aktiv unter Vertrag
- A Secret Revealed
- Another Day
- Awake the Mutes
- Bloodattack
- Choking on Illusions
- Corova
- Crushing Caspars
- Dawn Heist
- Dying Humanity
- Grim Vision
- Grind Inc
- I Am Noah
- Ichor
- In Other Climes
- Miseo
- Mörser
- Purification
- Rising Anger
- Science of Sleep
- Six Reasons to Kill
- The Green River Burial
- Today Forever

### Ehemalig unter Vertrag
- Alcatraz
- (Damn) This Desert Air
- -(16)-
- April
- Arsonists Get All the Girls
- Awaken Demons
- Bust a Move
- Catalepsy
- Choking on Illusions
- Creutzfeldt
- Cry My Name
- Converge
- Curse of Society
- Darkest Hour
- Deadsoil
- Dear Diary
- Dew-Scented
- Enemy Is Us
- Farewell to Words
- Faust Again
- Feast for the Crows
- Fuck Your Shadow From Behind
- Give ’Em Blood
- Glass Casket
- God Forbid
- Grey
- Insanity
- Japanische Kampfhörspiele
- Llynch
- Lower Hell
- Neaera
- Since the Day
- Snatch Club
- Soulgate’s Dawn
- The Blackout Argument
- The Destiny Program
- Versus the Throne
- We Are the Damned
- White Eyes

## Veröffentlichungen (Auswahl)

### 2019
- 2019: Insanity – Moneyfest (BE123)

### 2017
- 2017: In Other Climes – Party Animal Advisory (BE105)
- 2017: Insanity – Toss a Coin (BE104)

### 2016
- 2016: Awake the Mutes – Snowblind (BE103)
- 2016: Science of Sleep – Hellmoutht (BE101)
- 2016: The Green River Burial – Trauma (BE099)
- 2016: Today Foreverl – Derangement (BE98)
- 2016: I Am Noah – The Verdict (BE097)
- 2016: In Other Climes – Leftover (BE096)
- 2016: Rising Anger – Of Fights and Lights (BE095)
- 2016: Six Reasons to Kill – Rote Erde (BE094)

### 2013
- 2013: Science of Sleep – Exhaust (BE074)
- 2013: Bloodattack – Alphakiller (BE073)
- 2013: Six Reasons to Kill – We Are Ghosts (BE072)
- 2013: The Green River Burial – Means to an End (BE70)

### 2012
- 2012: Give ’Em Blood – Seven Sins (BE064)
- 2012: Science of Sleep – Affliction (BE063)
- 2012: Awaken Demons – Awaken Demons (BE061)
- 2012: Purification – A Torch to Pierce the Night (BE059)
- 2012: Today Forever – Relationshipwrecks (BE058)

### 2011
- 2011: Darkest Hour – The Human Romance (BE055)
- 2011: Japanische Kampfhörspiele – Kaputte Nackte Affen (BE054)
- 2011: Six Reasons to Kill – Architects of Perfection (BE053)
- 2011: Neaera – Forging the Eclipse (BE051)

### 2010
- 2010: Bloodattack – Rotten Leaders (BE049)
- 2010: Grind Inc – Lynch And Dissect (BE047)
- 2010: The Destiny Program – Gathas (BE046)
- 2010: Fuck Your Shadow From Behind – Freigeist (BE043)
- 2010: Arsonists Get All the Girls – Portals (BE040)

### 2007
- 2007: The Blackout Argument – Munich Angst & Valor (BE027.5)
- 2007: Dew-Scented – Incinerate (BE025)

### 2005
- 2005: God Forbid – IV: Constitution of Treason (BE021)

### 2001
- 2001: Converge – Deeper the Wound (Spilt mit Hellchild) (BE007)

## Vertrieb
- Alive: Deutschland, Österreich, Schweiz
- Sonic Rendezvous: Belgien, Niederlande, Luxemburg
- Sugar & Spice: Frankreich
- Shellshock: Vereinigtes Königreich
- Interpunk, Relapse Records: Vereinigte Staaten
- Soundforge Music Group: Griechenland
- Goodfellas: Italien
- Sound Pollution: Schweden
- Forever Changes: Spanien
- Artunion: Japan
- Fiomusica: Portugal
- Lethal Conflict: Ungarn